# Гертман, Лев Григорьевич
Ге́ртман Лев Григо́рьевич (1910, Коканд — 1971, Ташкент) — горный инженер — директор I ранга, профессор Ташкентского политехнического института.

## Биография
Лев Григорьевич Гертман родился 20 мая 1910 года в городе Коканде в еврейской семье — его родители Гирш (Григорий) Израилевич (1879, Сарапул — 1964, Ташкент) и Бейла Ароновна Гертман (1886, Сарапул — 1972, Ташкент) были портными. Семья Гертман переехала в город Коканд из города Сарапул Вятской губернии России в 1907 году.
В 1926 году окончил в Коканде среднюю школу и в этом же году поступил на учёбу на геологическое отделение физмата САГУ. В 1928 году он перевелся на горное отделение, которым руководил профессор М. М. Протодьяконов.
Но неожиданная кончина М.М. Протодьяконова в марте 1930 года все резко изменила. Было принято решение о командировании всей группы горняков в полном составе в Московскую горную академию им. Сталина для завершения учебы. В 1931 году все студенты этой группы уже в Московском горном институте (сейчас – Горный институт НИТУ «МИСиС»), одном из шести вузов, на которые была разделена МГА, получили дипломы горных инженеров.
В 1931—1933 годах Лев Григорьевич Гертман работал инженером отдела капитального строительства треста «Средазуголь», в 1933—1936 годах — прорабом по монтажу и испытанию подземной галереи (щита) системы И. А. Журавлева на шахте № 2 рудника Сулюкта (в 1930 годах — кишлак, ныне город в Киргизии).
В 1936—1940 годах он являлся заведующим Горно-металлургическим отделением, заместителем директора по учебной части и и. о. директора Ташкентского института повышения квалификации ИТР Наркомтяжпрома СССР.
В 1937—1942 годах был ассистентом и старшим преподавателем кафедры разработки пластовых месторождений горного факультета Среднеазиатского индустриального института, декан горного факультета САИИ.
В 1940 году Л. Г. Гертман защитил кандидатскую диссертации на тему: «Передвижное металлическое крепление для выемки мощных угольных пластов».
С 1942 по 1945 годы Л. Г. Гертман возглавлял строительство угольных шахт в городе Ангрене. В 1942—1944 годах — Главный инженер и начальник строительства новых шахт № 8, 9, 10 на Ангрене треста «Узбекшахтострой». В 1944—1945 годах — заведующий шахтой № 8 треста «Узбекуголь» на Ангрене.
В 1945—1952 годах Л. Г. Гертман работал директором Ташкентского горного техникума Министерства угольной промышленности СССР, а с 1952 по 1968 годы — доцентом кафедры разработки МПИ горного факультета СазПИ (затем ТашПИ).
С 1968 по 1971 годы заведовал кафедрой «Экономика горной промышленности и геологоразведочных работ» горного факультета Ташкентского политехнического института
Лев Григорьевич Гертман умер 21 сентября 1971 года в Ташкенте и был похоронен на Боткинском кладбище города.

## Научные труды
Л. Г. Гертман является автором и соавтором более 70 производственных и научно-исследовательских работ.
Основные из них:
- «Галерея Журавлева (передвижное металлическое крепление)», 1939;
- «Народохозяйственное значение Ангренского буроугольного района», 1941;
- «Перспективы открытых горных работ в Ангрене», 1954;
- «Угольная промышленность Узбекистана за 40 лет», 1957;
- «Перспективы открытых горных работ в Средней Азии», 1964;
- «Определение оптимальных пределов потерь и разубоживания на карьерах Алтынтопканского рудоуправления», 1965;
- «Выбор оптимальных параметров работ на пойменных карьерах нерудных строительных материалов с применением ЭВМ», 1967;
- «Высшее геологическое и горное образование в Узбекистане за 50 лет», 1970,
- «Повышение эффективности использования недр при открытой разработке руд цветных металлов (на примере Алмалыкского горнометаллургического комбината)», 1970.

Большинство из них направлены на решение задач развития угольной промышленности Средней Азии, в первую очередь Ангренского района Узбекистан, а также в области технических и горно-экономических направлений в развитии открытых горных работ на месторождениях различного сырья.
Под руководством профессора Л. Г. Гертмана было защищено 10 кандидатских диссертаций по горному делу.
В течение многих лет он являлся ответственным редактором различных научных сборников горфака ТашПИ. Общий стаж работы Л. Г. Гертмана в геологии и горной промышленности Узбекистана составил 45 лет.

## Награды и признание
- Л. Г. Гертман был награждён тремя Почетными грамотами Верховного Совета Узбекистана, медалями СССР.
- В 1952 году приказом министра угольной промышленности СССР ему было присвоено персональное звание «Горный инженер-директор I ранга».